# Ōjin
Ōjin (jap. 応神天皇, おうじんてんのう, Ōjin-tennō; 14. dan 12. mjeseca 9. godine cara Chūaija / 5. siječnja 201. – 15. dan 2. mjeseca 41. godine cara Ōjina / 31. ožujka 310.) bio je 15. japanski car prema tradicijskom brojanju. 
Poznat je pod iminom Homutawake no Mikoto (誉田別尊, ほむたわけのみこと) ili Hondawake (jap. 誉田別).
Prema legendi bio je sin cara Chūaija i carice Jingū. Otac mu je umro prije rođenja, a majka ga je nosila u utrobi tri godine prije rođenja.
O nadnevku njegova rođenja ne postoje pouzdani izvori. Konvencijski se uzima da je vladao od 1. dana 1. mjeseca 1. godine cara Ōjina /8. veljače 270. do 15. dana 2. mjeseca 41. godine cara Ōjina / 31. ožujka 310.)
Neki ga izvori smatraju prvim "povijesnim" carem.